# شركة التشفير ايه جي
شركة التشفير ايه جي (بالانجليزية: Crypto AG) هي شركة سويسرية متخصصة في أمن الاتصالات والمعلومات، أسسها بوريس هاجلين في عام 1952. تم شراء الشركة سرًا مقابل 5.75 مليون دولار أمريكي وكانت مملوكة بشكل مشترك من قبل وكالة المخابرات المركزية الأمريكية (CIA) وجهاز المخابرات الفيدرالية الألمانية الغربية (BND) من عام 1970 حتى عام 1993 تقريبًا، مع استمرار وكالة المخابرات المركزية كمالك وحيد حتى عام 2018 تقريبًا   عُرفت مهمة كسر الاتصالات المشفرة باستخدام شركة مملوكة سرًا باسم " عملية روبيكون ". يقع المقر الرئيسي للشركة في شتاينهاوزن ، وكانت الشركة شركة مصنعة منذ فترة طويلة لآلات التشفير ومجموعة واسعة من أجهزة التشفير. 
كان لدى الشركة حوالي 230 موظفًا، وكان لها مكاتب في أبيدجان وأبو ظبي وبوينس آيرس وكوالالمبور ومسقط وسيلسدون وستاينهاوزن، وكانت تمارس أعمالها في جميع أنحاء العالم.  لم يكن مالكو الشركة معروفين، حتى لمديري الشركة، وكانوا يحتفظون بملكيتهم من خلال الأسهم لحاملها . 
تعرضت الشركة لانتقادات لبيعها منتجات ذات أبواب خلفية لصالح وكالات استخبارات الإشارات الوطنية الأمريكية والبريطانية والألمانية، ووكالة الأمن القومي (NSA)، ومقر الاتصالات الحكومية (GCHQ)، ودائرة الاستخبارات الاتحادية الألمانية (BND)، على التوالي.    باعت شركة التشفير ايه جي معدات لأكثر من 120 دولة، بما في ذلك الهند وباكستان وإيران والعديد من دول أمريكا اللاتينية ، على الرغم من أن الاتحاد السوفيتي وجمهورية الصين الشعبية لم يكونا من عملاء شركة التشفير ايه جي، إلا أن العديد من الدول الصديقة كانت تمتلك معدات الشركة.    في 11 فبراير 2020، كشفت صحيفة واشنطن بوست و زي دي اف و SRF أن شركة التشفير ايه جي كانت مملوكة سرًا لوكالة المخابرات المركزية في شراكة سرية للغاية مع المخابرات الألمانية الغربية، ويمكن لوكالات التجسس بسهولة كسر الرموز المستخدمة لإرسال رسائل مشفرة. عُرفت العملية أولاً بالاسم الرمزي "Thesaurus" ثم أطلق عليها جهاز الاستخبارات الألماني (BND) لاحقًا اسم "روبيكون" ( (بالألمانية: Rubikon) وأطلقت عليها وكالة المخابرات المركزية اسم "مينيرفا".   وفقًا لتحقيق برلماني سويسري، "كان جهاز المخابرات السويسري على علم بتورط شركة التشفير ايه جي ومقرها تسوغ في عمليات التجسس التي تقودها الولايات المتحدة واستفاد منها". 

## أنظر أيضاً
- كاثرين غون
- عملية روبيكون (Crypto AG)
- التجسس على قادة الأمم المتحدة من قبل دبلوماسيي الولايات المتحدة